# Pilar Sánchez Llabrés
Pilar Sánchez Llabrés (Palma, 1903 - Sencelles, 18 de setembre de 1936) va ser una militant socialista, feminista i anticlerical represaliada pel feixisme.

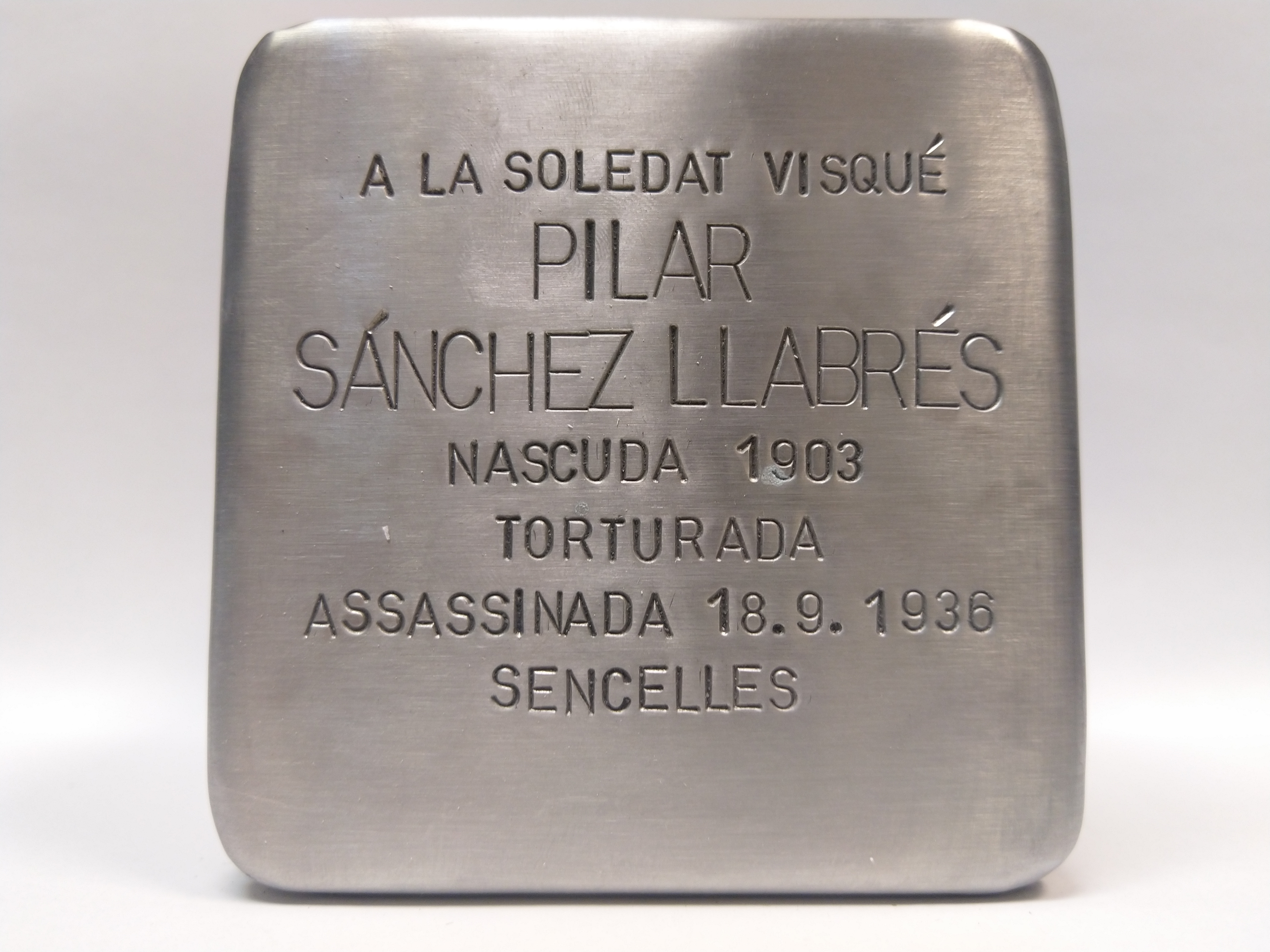
Pedra de la memòria de la plaça de Sant Francesc Xavier

Vivia al barri de La Soledat i treballava com a venedora en el mercat de la plaça Major de Palma. Estava casada amb el socialista Miquel Borel. Durant la Segona República va tenir una alta participació política i participà com a oradora en el míting del 8 de març de 1936 celebrat a la Casa del Poble de Palma en motiu del Dia Internacional de la Dona Treballadora.
Després del cop d'estat del juliol de 1936, Pilar Sánchez s'amagà al domicili de Joan Real a la barriada dels Hostalets. Per trobar-la detingueren els seus fills i el seu marit, que va ser torturat i tancat a la presó del Castell de Bellver.
El setembre de 1936 va ser delatada, detinguda i assassinada. El seu cos va aparèixer a la finca de Son Palou de Sencelles.
Per recuperar la seva memòria es va posar una pedra Stolpersteine a la plaça de Sant Francesc Xavier de La Soledat. El 2018 i 2020 es varen excavar diverses fosses a Sencelles per intentar trobar les seves restes.